# Albacete Balompié
Az Albacete Balompié, vagy egyszerűen Albacete egy albacetei székhelyű spanyol labdarúgócsapat. A klub jelenleg a másodosztályban szerepel.

## Története
A klubot 1940-ben alapították Albacete városában alapították. Ekkor még Albacete Fútbol Asociación volt a neve, csak később változtatták meg a jelenleg is használt Albacete Balompié-re. Miután sokáig alacsonyabb osztályban játszottak, először 1985-ben szerepelhettek a másodosztályban. 5 év múlva ugyanezt újra megismételték.
1989-ben a Real Madrid CF későbbi edzője, Benito Floro vette át a csapat irányítását, akivel a harmadosztályból 2 év alatt feljutottak az első osztályba, ahol újoncként rögtön egy hetedik helyet szereztek. Az Albacete 1996-ban, két évvel Floro távozása után kiesett az élvonalból.
A klub 2003-ban visszajutott az élvonalba, de mindössze 2 évvel később, 2005-ben ismét kiestek, miután csak 6 győzelmet arattak a szezon során.

## Stadion
Az Albacete hazai mérkőzéseit a 17 300 néző befogadására alkalmas Estadio Carlos Belmontében játssza. A stadiont 1960-ban építették, azóta többször átalakították, legutóbb 1998-ban.

## Jelenlegi keret
| #  |     | Poszt | Név               |
| -- | --- | ----- | ----------------- |
| 2  | ESP | V     | Iban Zubiaurre    |
| 3  | ESP | V     | Javier Tarantino  |
| 4  | COL | V     | José de la Cuesta |
| 5  | ESP | V     | Daniel Fragoso    |
| 6  | ESP | KP    | Adrià             |
| 7  | ESP | KP    | Alan Baró         |
| 8  | ESP | KP    | Verza             |
| 9  | ESP | CS    | Fran Amado        |
| 10 | ESP | CS    | Tato              |
| 11 | ESP | KP    | David Sousa       |
| 12 | ESP | V     | Kike Tortosa      |
| 13 | ESP | K     | Miguel            |
| 14 | ESP | KP    | Miguel Núñez      |

| #  |      | Poszt | Név                   |
| -- | ---- | ----- | --------------------- |
| 15 | ESP  | KP    | Carlos de Lerma       |
| 16 | Mali | KP    | Sumy                  |
| 17 | ESP  | CS    | Alfredo               |
| 18 | ESP  | V     | Toni                  |
| 19 | MNE  | CS    | Vladimir Gluščević    |
| 20 | ESP  | KP    | Diego Camacho         |
| 21 | ESP  | KP    | Antonio López         |
| 22 | ESP  | KP    | Jorge Pina            |
| 23 | CMR  | KP    | Franck Songo'o        |
| 24 | ESP  | CS    | Asen                  |
| 25 | FRA  | V     | Walid Cherfa          |
| 27 | ESP  | CS    | Alberto Abengózar     |
| 23 | ESP  | KP    | Miguel Ángel Guerrero |

## A legutóbbi szezonok
| Szezon    |    | Poz. | Mérk. | Gy | D  | V  | RG | KG | Pont | Kupa       | Megjegyzés |
| --------- | -- | ---- | ----- | -- | -- | -- | -- | -- | ---- | ---------- | ---------- |
| 2002–2003 | 2D | 3    | 42    | 17 | 20 | 5  | 51 | 30 | 71   |            | Feljutott  |
| 2003–2004 | 1D | 14   | 38    | 13 | 8  | 17 | 40 | 48 | 47   |            |            |
| 2004–2005 | 1D | 20   | 38    | 6  | 10 | 22 | 33 | 56 | 28   | 3. forduló | Kiesett    |
| 2005–2006 | 2D | 13   | 42    | 14 | 12 | 16 | 44 | 57 | 54   |            |            |
| 2006–2007 | 2D | 6    | 42    | 16 | 12 | 14 | 49 | 48 | 60   |            |            |
| 2007–2008 | 2D | 12   | 42    | 13 | 13 | 16 | 37 | 40 | 52   |            |            |
| 2008–2009 | 2D | 15   | 42    | 13 | 12 | 17 | 42 | 54 | 51   |            |            |
| 2009–2010 | 2D | 15   | 42    | 12 | 16 | 14 | 60 | 62 | 52   |            |            |

## Ismertebb játékosok
| - Carlos Roa - Daniel Aquino - Fernando Di Carlo - Gustavo Siviero - Cristian Díaz - Gabriel Amato - Oscar Dertycia - Horacio Moyano - Tubo Fernández - Veli Kasumov - Ronny Gaspercic - Marco Etcheverry - Fabiano Pereira - Wellington - Cacà - Zago - Nílson - Ivaylo Andonov - Albert Meyong Ze - Mark González - Luis Gabelo Conejo - Nenad Bjelica - Ivan Jurić - Daniel Kenedy - Ludovic Delporte - Laurent Viaud - Fabrizio Romondini - Antonio Rizzolo | - Giuseppe Baronchelli - Salvatore Giunta - Rachid Rokki - Emmanuel Amuneke - Abass Lawal - Moussa Yahaya - Rommel Fernandez - Juan Centurión - Javier Espínola - Benigno Chaparro - Cătălin Munteanu - Alekszandr Maslov - Jevgenyij Plotnyikov - Dragan Vulevic - Nenad Vanić - Petar Vasiljević - Vladan Dimitrijević - Predrag Plazinic - Porro - Ambrosio Alcorta Añorga - Juan Carlos Balaguer - Fernando Marcos - Alejandro Sánchez - Coco - Esteban Fradera - Juanjo Maqueda - Mario Romero - Alberto Jiménez | - Miguel Ángel Brau - Emilio José Gutiérrez - Jesús Muñoz Calonge - Antonio López Alfaro - Francisco Javier Luke - Sotero López - Albert Tomás - Fernando Morientes - Delfí Geli - Zigor Aranalde - Ismael Urzaiz - Antonio Pinilla - José Molina - Josico - Manuel Almunia - Iván Helguera - David Belenguer - Julio Iglesias - Alexander Golokolosov - Antonio Pacheco - Horacio Peralta - Nicolás Olivera - Miguel Bossio - Raul Dos Santos - Alejandro González - Darío Delgado - José Zalazar - Felippe Ximenes |

## Ismertebb edzők
- Benito Floro
- César Ferrando
- Víctor Espárrago
- Julián Rubio
- Mariano García Remón
- Iñaki Sáez

## Külső hivatkozások
- Hivatalos weboldal (spanyolul)
- Nem hivatalos weboldal (spanyolul)
- Mundo Alba, nem hivatalos weboldal (spanyolul)
- Queso Mecánico, nem hivatalos weboldal (1997 óta) (spanyolul)
- Nem hivatalos rajongói oldal (spanyolul)
- Foro Alba, nem hivatalos fórum (spanyolul)